# Su Po-Ya
Su Po-Ya (xinès tradicional: 蘇柏亞, pinyin: Sū Bǎiyà; 17 de setembre de 1998) és una esportista taiwanesa que competeix en taekwondo. Va guanyar una medalla d'or en els Jocs Asiàtics de 2018 en la categoria de –53 kg. El 2021, durant els Jocs Olímpics de Tòquio, va esdevenir viral pel doble sentit que el seu nom té en castellà.

## Palmarès internacional
| Representant a la Xina Taipei |                     |         |           |
| Jocs Asiàtics                 |                     |         |           |
| Any                           | Lloc                | Medalla | Categoria |
| 2018                          | Jakarta (Indonèsia) | 1       | –53 kg    |